# 中国史稿
《中国史稿》是影响较大的中国通史著作，叙述中国自原始社会至1840年的历史。1958年开始编写，1962年曾作为大学文科教材内部印行。后重新修订，1970年代中期公开出版发行，1986年出版至第五册，1995年出满七册，一至三册由郭沫若主持编写并审定，第四册及以下各册未经郭沫若审定，改署“中国史稿编写组”。另配有《中国史稿地图集》。